# كلية الاقتصاد في جامعة بلغراد
كلية الاقتصاد بجامعة بلغراد (بالصربية: Економски факултет Универзитета у Београду)‏ / Ekonomski fakultet Univerziteta u Beogradu ): هي إحدى المؤسسات التعليمية بجامعة بلغراد، صربيا. يقع المبنى في وسط مدينة بلغراد، في بلدية Savski Venac. مدرسة بلغراد للاقتصاد هي المؤسسة التعليمية الرائدة في صربيا في مجال الأعمال والاقتصاد.

## تاريخ
تأسست كلية الاقتصاد في بداية 31 مارس 1937 كمدرسة ثانوية اقتصادية وتجارية، وكانت أول مركز للتعليم العالي مخصص لدراسة الاقتصاد في مملكة يوغوسلافيا، وفي 7 فبراير 1947 تم تضمين كلية الاقتصاد في تكوين جامعة بلغراد.
يتضمن منهجها دورات في التحليل الاقتصادي والسياسة ؛ تسويق؛ المحاسبة والمراجعة والإدارة المالية ؛ التجارة والتبادل التجاري؛ المالية والمصرفية والتأمين ؛ صناعة السياحة والفندقة؛ الإحصاء والمعلوماتية؛ الإدارة والاقتصاد الدولي والتجارة الخارجية.
في تاريخها البالغ 80 عامًا، تخرج من الكلية حوالي 50000 طالب.  اعتبارًا من عام 2016، بلغ عدد الطلاب المسجلين في الكلية 9206 طالبًا.
بدءًا من الفصل الدراسي الشتوي 2017-18، تقدم الكلية دراسات بكالوريوس دولية لـ 30 طالبًا بالتعاون مع كلية لندن للاقتصاد   وجامعة لندن.  بعد الانتهاء بنجاح، يحصل الطلاب على درجات موازية من هذه المؤسسات. 

## التنظيم والموارد
تضم الكلية ستة أقسام:
- قسم النظرية الاقتصادية والتحليل
- قسم السياسة الاقتصادية والتنمية
- قسم العلاقات الاقتصادية الدولية
- قسم اقتصاديات الأعمال والإدارة
- قسم المحاسبة وتمويل الأعمال
- قسم الإحصاء والرياضيات

تضم الكلية مكتبة بها أكثر من 120.000 عنوان. نما مركز النشر بالكلية ليصبح أحد الناشرين الصربيين الرائدين للأدب الاقتصادي. نفذ مركز الأبحاث التابع لها أكثر من 800 مشروع في مجال إعادة الهيكلة وتقييم الأصول والخصخصة والاستثمار وما إلى ذلك، بالإضافة إلى أكثر من مائة مشروع اقتصادي كلي للحكومات والمؤسسات متعددة الأطراف.

## الخريجين وأعضاء هيئة التدريس البارزين
بعض الطلاب والأساتذة المشهورين في المدرسة ما يلي: روشكا برغمان، سونيا بيسركو، ميركو كفيتكوفيتش، بويان ديميتريجيفيتش، ملاعان دينكيتش، ديانا دراغوتينوفتش، ميتيا جاسباري، رادوفان جيلاسيتش، سرجان كريم، نيكولا كلجوسيف، دراغان مارسيكانين، غوردانا ماتكوفيتش، برانكو ميلانوفيتش، سلوبودان ميلوسافليفيتش، ميروسلاف ميسكوفيتش، عبد الرحمن منيف، ميلورا نيديليكوفيتش، إيفو بيريسين، أليكسندار برافديش، توبليكا سباسوييفيتش وكوري أودوفيتكي، أشاغري ييغليتو، وفيليب زيبتر.

## روابط خارجية
- الموقع الرسمي (باللغتين الصربية والإنجليزية)